# Molophilus (Molophilus) flavomarginalis
Molophilus (Molophilus) flavomarginalis is een tweevleugelige uit de familie steltmuggen (Limoniidae). De soort komt voor in het Australaziatisch gebied.